# 貝荷妮絲·瑪赫洛
貝荷妮絲·瑪赫洛（法語：Bérénice Lim Marlohe，1979年5月19日—），中法混血兒， 於2012年電影《007：空降危機》飾「賽菲茵」一角為人熟識。她亦是歐米茄錶的品牌大使。

## 背景
貝荷妮絲·瑪赫洛生於法國巴黎，母親是法國人，父親是中柬混血兒。母親任職教師，而父親是一位醫生，她曾立志成為鋼琴家，因此曾於法國知名藝術學校巴黎國立高等音樂舞蹈學院求學達10年之久。 由於擁有一張有別於傳統法國人的面孔，於飾演「賽菲茵」一角之前，星路平平。

## 作品
- 《RIS警察科学研究第七季》（2012）
- 《007空降危機》（2012）
- 《邂逅幸福》（2012）
- 《诱惑的艺术》（2011）
- 《紧急医疗队》（2010）
- 《泡菜的故事》（2010）
- 《无生命》（2010）
- 《爱情药水》（2010）
- 《后台》（2010）
- 《鸽子》（2010）
- 《父亲和市长》（2009）
- 《夺回》（2009）
- 《RIS警察科学研究第五季》（2009）
- 《天气是狂风暴雨》（2009）
- 《研究组》（2008）
- 《妇女法》（2008）
- 《我们之间没有秘密》（2008）
- 《不一致》（2007）

## 外部連結
- Bérénice Marlohe在互联网电影资料库（IMDb）上的資料（英文）
- Bérénice Marlohe（页面存档备份，存于） Fan site